# Рясоніжка
Рясоніжка, кутора (Neomys) — рід ссавців з родини мідицевих (Soricidae) ряду Мідицеподібні (Soriciformes) надряду комахоїдних (Insectivora). 
Разом з деякими іншими групами дрібних ссавців відноситься до несистематичної групи Землерийки. Цей рід відомий також під такими вернакулярними назвами, як кутора (у часи О. Черная так називали усіх землерийок родини Soricidae), водяна землерийка (найдавніша назва).

## Таксономія
1. Рясоніжка велика (Neomys fodiens). Розміром дорівнює великій миші. Поширена майже по всій Україні: Карпати, ліс. і лісостеп. смуги, підніжжя Кавказу і Кубань. Оселяється на берегах річок, озер та інших водоймищ.
2. Рясоніжка мала (Neomys anomalus Cabr.) — дещо менша розмірами. Поширена на Правобережній Україні, в Криму, на Поліссі й у Молдавії.
3. Neomys milleri — якщо приймати розрізнення таксонів N. anomalus і N. milleri як окремих видів, то в Україні проживає саме N. milleri, а N. anomalus — це іберійський ендемік.
4. Neomys teres — населіє Північний і південний Кавказ і прилеглі райони Туреччини й Ірану

## Екологія
Рясоніжки живуть переважно у заплавах річок та біля берегів стоячих водойм (озер, ставків), проте найчастіше і у відносно великій кількості зустрічаються тільки біля малих річок. Гнізда влаштовують в норах інших дрібних ссавців або в природних порожнинах — під корінням, серед каміння тощо. Полюють на дрібних водних тварин, переважно безхребетних. Один з найулюбленіших об'єктів живлення рясоніжок — рачки-гамаруси. Існує думка, що рясоніжки можуть завдавати помітної шкоди рибництву, знищуючи мальків риб, проте за фактичної щільності рясоніжок (рідко більше 1-2 особин на 100 м берегової лінії) така думка є явним перебільшенням.